# SAFETY SHOES
SAFETY SHOES（セーフティ シューズ）は、日本のロックバンド。2003年に結成、2012年より現メンバー。2019年活動終了。

## 概要
2003年に結成。メンバーチェンジを繰り返しながらも活動し、2013年には10周年を迎える。
ロックバンドでありながら、弾き語りライブにも重点を置いている。
ラブソングはもちろん、厳しい現実の中でも前向きに生きようとする姿を描いた作品も多く、歌詞にも定評がある。
音楽スタイル的に「王道」を貫ける、数少ないバンドである。

## メンバー
- 桜井敏郎（さくらい としお、3月6日 - ）
  - ボーカル、ギター、キーボード担当。兵庫県加古川市出身。作詞、作曲を行う。レコーディング・ミキシングエンジニアでもある。
- 西村悟志（にしむら さとし、3月4日 - ）
  - ドラムス、コーラス担当。富山県富山市出身。ミューズ音楽院のドラム講師でもある。

## 主な実績
- タワーレコード通販部門インディーズチャート1位（2004年）
- Inter FMパワープレイ及び番組メインパーソナリティとして出演（2005年）
- 老舗ライブハウス渋谷TAKE OFF 7で年間7度のワンマンライブ開催（2006年）
- 第一回渋谷音楽祭出演、及び同イベントのテレビ告知用CMソング（2006年）
- 大規模ライブハウス渋谷CLUB QUATTROで通算4度（2008年1月、2010年2月、10月、2011年9月）のワンマンライブ開催
- 京都ホテルオークラ「ワンダフルクリスマスコンサート」出演（2011年）

## ディスコグラフィ

### アルバム
1. Good Morning（2004年7月25日、SMSS-001）
  - タワーレコードインディーズチャート1位、新星堂インディーズチャート9位記録。
2. REGENERATE（2005年3月6日、MUSE-0102）
  - 「風の丘に寝転んで」：Inter FM『Early Bird』2005年5月度テーマソング
3. Big Smile（2006年7月14日、SMSS-002）
  - 「West gate」：第1回渋谷音楽祭CMソング
4. Knock up!（2007年3月4日、SMSS-003）
  - 紙ジャケット仕様盤
5. Rolling Elbow（2009年12月6日、SMSS-005）
6. RISING（2011年8月24日、SMSS-006）

## バンド名の由来
結成当時、桜井がDr.Martensのブーツを履いていたことから、桜井の幼馴染であるHandsome JETが命名。メンバーチェンジなどでこれまで何度かバンド名の変更を検討するも、「昔からJETの口癖は『死んだら、みんな自分のことなんか忘れる』だった。名前を変えない限り、あいつのことを忘れることはないから」（桜井）という理由で今も使い続けている。

## 出演

### ラジオ番組
- CMJ JAPAN MUSIC STYLE「Safety Shoesの夕方Good Morning」（Inter FM、2004年11月20日 - 12月25日）
- NEXTONE「Safety Shoesの真夜中★Good Morning」（Inter FM、2005年1月6日 - 6月30日）

このほかゲスト出演は多数。